# Château de Zafra
Le château de Zafra est un château espagnol situé dans la municipalité de Campillo de Dueñas, dans la province de Guadalajara dans la communauté autonome de Castille-La Manche.
Bâti sur un éperon rocheux à partir de la fin du XIIe siècle, il se trouve sur le site d'une ancienne fortification wisigothe puis maure qui est devenue chrétienne après la conquête de 1129. Il a longtemps fait figure de site imprenable avec une grande importance stratégique à la frontière des royaumes chrétien et musulman. Bien que dépendant de la municipalité de Campillo de Duenas, l'accès y est plus facile en passant par le village voisin d'Hombrados.

## Traduction
- (en) Cet article est partiellement ou en totalité issu de l’article de Wikipédia en anglais intitulé « Castle of Zafra (Guadalajara) » (voir la liste des auteurs).